# Застава Источне Немачке
Застава Немачке Демократске Републике била је тробојка са три хоризонталне линије једнаке ширине, са грбом Источне Немачке у средини. Горња линија је била црне, средња црвене а доња златне боје. Размере заставе биле су 3:5. 

## Историја
Застава је у свом коначном облику усвојена 1. октобра 1959. године, а од проглашења Источне Немачке до 1959. кориштена је тробојница идентична оној Западне Немачке. Тада је на заставу додан грб Источне Немачке. Застава је кориштена до уједињења Немачке 3. октобра 1990. године.
Јавно истицање заставе било је кажњиво у Западној Немачкој и Западном Берлину до 1969. године, када је забрану укинуо западнонемачки председник Вили Брант у духу Остполитике.

## Војно-поморске заставе
- Застава ВМС 1960—1990
- Застава пловила пограничне војске
- Застава пловила обалне заштите
- Застава помоћних пловила ВМС
- Застава министра одбране
- Застава заменика министра одбране
- Застава заповедника ВМС
- Застава адмирала
- Застава вицеадмирала
- Застава контраадмирала

## Остале заставе
- Застава трговачке флоте 1959—1973
- Застава поштанске службе
- Стандарта председника НДР